# Notar

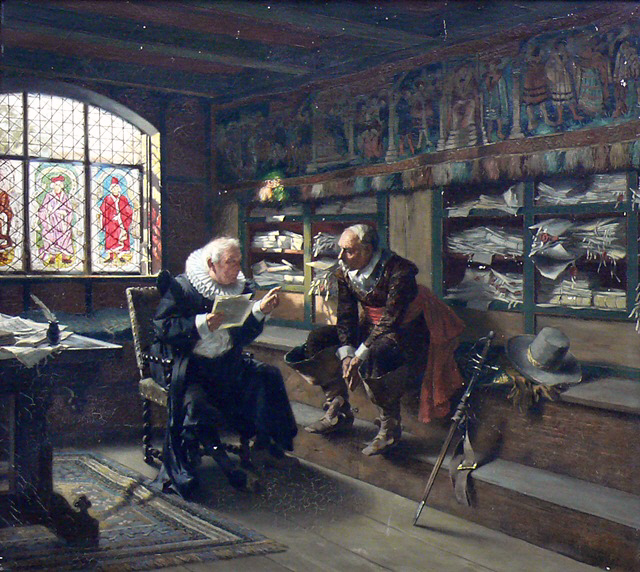
"Un notar la serviciu" (pictură a artistului german Max Volkhart).

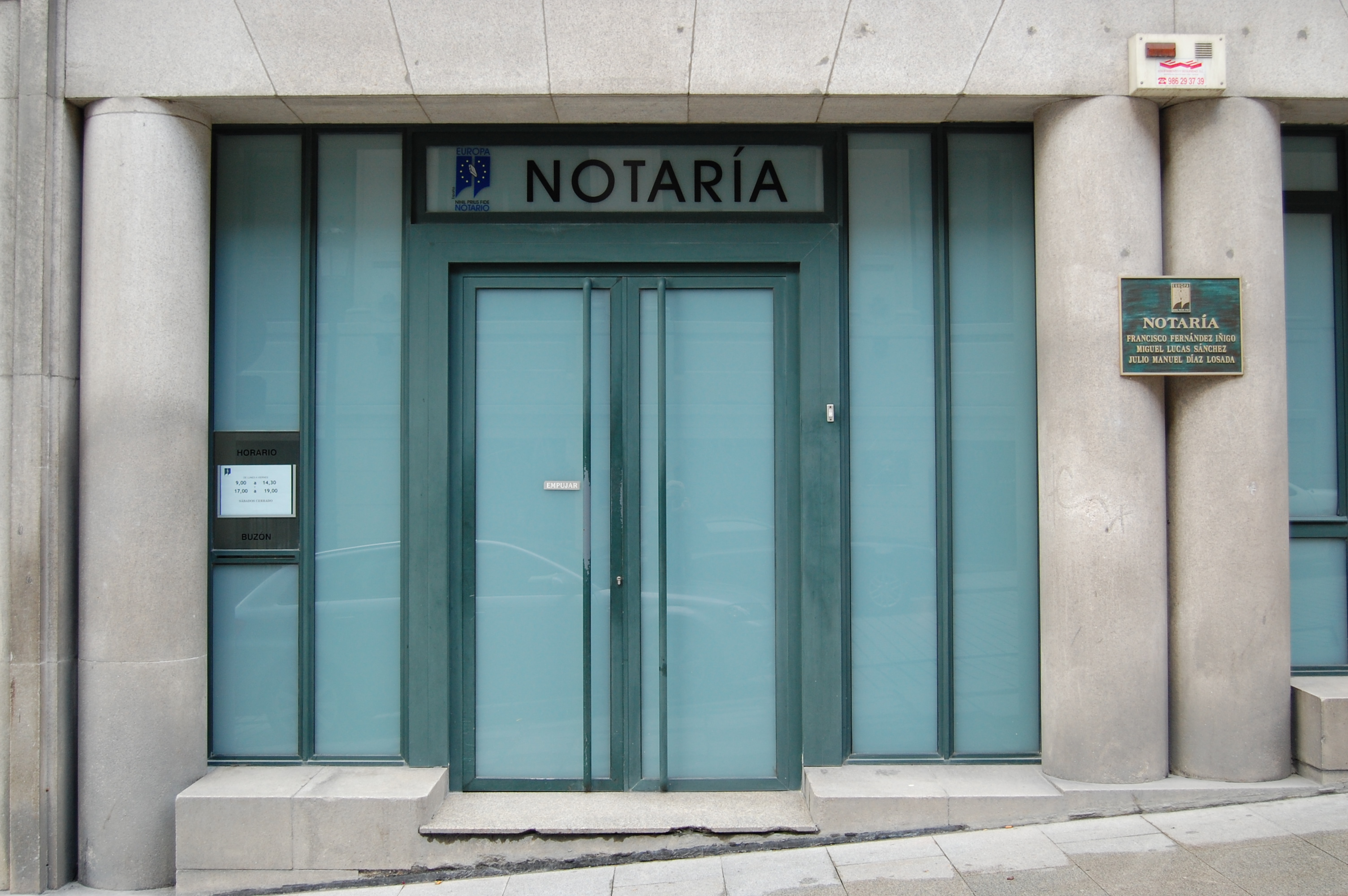
Intrarea în biroul notarial spaniol din Vigo.

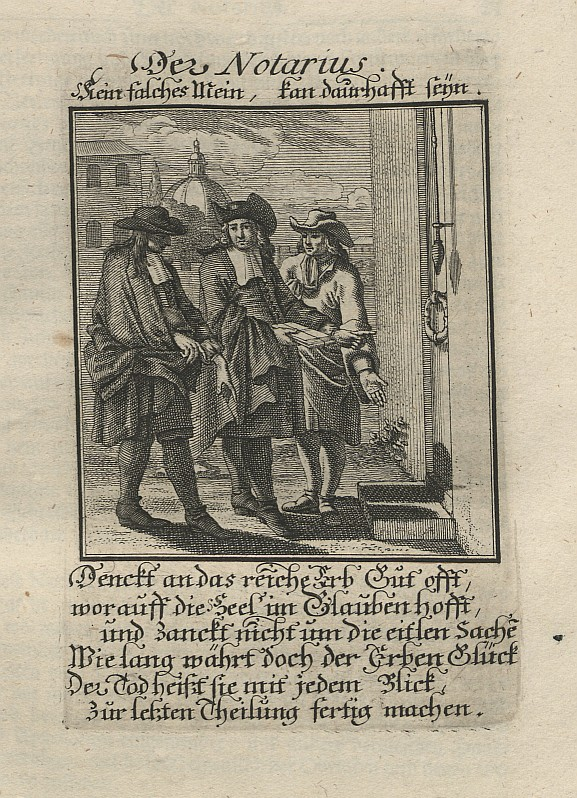
„Der Notar” (Notarul), gravură germană pe cupru din cartea de la 1698 a lui Christoph Weigel cel Bătrân

Notarul public este un funcționar public  învestit cu atribuția de a autentifica acte juridice, de a autentifica înscrisuri, de a legaliza semnături, de a elibera copii legalizate, certificate de moștenitor, titlu de proprietate funciară, etc. 
Titlul de notar public a reapărut în România la câțiva ani după prăbușirea dictaturii comuniste. În timpul dictaturii comuniste (1948-1989 d.C.), notarul era funcționar într-un Notariat de Stat.
Din punct de vedere istoric, instituția notariatului public a apărut, în domeniul practicii diplomatice de natură neolatină, în sudul și sud-estul Europei, drept o consecință/un produs al culturilor scrise romane și bizantine.
În vechea organizare administrativă a României (dinainte de comunism) era și un funcționar public în comune, exercitând de obicei atribuții de secretar comunal.
În secolul XXI au apărut mai multe asociații și organizații internaționale menite să-i unească pe notari. Printre acestea una dintre cele mai mari este Uniunea Internațională a Notariatului Latin, cu sediul la Buenos Aires (atât notari din România, cât și din Republica Moldova, fac parte din aceasta).

## Prezentare generală
Documentele întocmite la notar (notarizare) sunt pentru a descuraja frauda și pentru a asigura executarea corectă a acestora. Un martor imparțial (notarul) identifică semnatarii pentru a elimina impostorii și pentru a se asigura că aceștia au încheiat acorduri în cunoștință de cauză și de bunăvoie. Documentele de împrumut, inclusiv actele de proprietate, declarațiile pe proprie răspundere, contractele și procurile, sunt documente foarte frecvente care necesită notarizare.
A „notariza” un document sau un eveniment nu este un termen specific, iar definiția sa variază de la un loc la altul; dar, în general, înseamnă efectuarea de către un notar a unei serii de etape posibile, care pot include următoarele:
- identificarea persoanei care se prezintă în fața notarului prin cunoștință personală sau cu dovezi semnificative de identitate, inclusiv pașaport, permis de conducere, etc.[1];
- în cazul în care sunt implicate titluri de proprietate funciară sau pot dobândi drepturi semnificative prin referire la identitate, semnăturile pot fi, de asemenea, verificate, înregistrate și comparate;
- înregistrarea dovezii de identitate în registrul sau protocolul notarial;
- dovada notarului că persoana care compară este majoră și capabilă să facă tot ce i se intenționează;
- luarea unei declarații sau a unei declarații pe proprie răspundere și consemnarea acestui fapt;
- înregistrarea semnăturii persoanei în registru sau protocol;
- sigilarea sau ștampilarea și semnarea documentului.

## Etimologie
Termenul românesc de notar provine din franțuzescul notaire și din nemțescul Notar, ce, la rândul lor, provin din latinescul notarius. Este posibilă și etimologia directă din latina cultă, folosită în cancelarii: notarius.

## Organizare
- http://www.uniuneanotarilor.ro/ – site-ul oficial al Uniunii Naționale a Notarilor Publici din România
- http://www.institutulnotarial.ro/site/ – site-ul oficial al Institutului Notarial Român
- https://cnm.md/ – site-ul oficial al Camerei Notariale din Republica Moldova (CNM)
- http://notariat-moldova.md/ro/ – alt site al CNM-ului

## Regim juridic
Notarii, ca funcționari publici care necesită o autorizație din partea statului pentru a-și îndeplini datoriile, au fost subiecții unei controverse de natură juridică în ceea ce privește capacitatea lor de a lua mită. În jurisprudență există opinii de ambele părți, reflectate în legislațiile diverselor sisteme de drept. În cel român, de exemplu, s-au adoptat prin intermediul Noului Cod penal norme prin care actele de corupție venite din partea funcționarilor (și deci, și a notarilor), sunt într-adevăr incriminate în anumite circumstanțe.